# Karl Ferdinand von Buol
Karl Ferdinand von Buol-Schauenstein (ur. 17 maja 1797 w Wiedniu, zm. 28 października 1865 tamże) – austriacki polityk.
Pochodził z rodu z Gryzonii. Jego ojcem był hrabia Johann Rudolf Buol-Schenstein, pierwszy prezydent Zgromadzenia Związkowego, parlamentu Związku Niemieckiego (zm. 1834). Karl Ferdinand był posłem Austrii w Karlsruhe, Darmstadt, Stuttgarcie, Turynie, Petersburgu i Londynie.
W latach 1852–1859 był ministrem spraw zagranicznych. W 1859 musiał ustąpić ponieważ przegrał wojnę z Królestwem Sardynii.

## Odznaczenia
Odznaczenia von Buola:
- Krzyż Wielki Orderu Świętego Stefana
- Krzyż Wielki Orderu Leopolda
- Kawaler Orderu Korony Żelaznej I klasy
- Kawaler Wielkiego Krzyża po Sprawiedliwości (Zakon Maltański)
- Krzyż Wielki Orderu Piusa IX w brylantach (Państwo Kościelne)
- Krzyż Wielki Legii Honorowej (Francja)
- Order Orła Czarnego (Prusy)
- Order Orła Czerwonego I klasy (Prusy)
- Order Świętego Aleksandra Newskiego (Imperium Rosyjskie)
- Cesarski i Królewski Order Orła Białego (Imperium Rosyjskie)
- Order Osmana I klasy (Imperium Osmańskie)
- Order Świętego Huberta (Bawaria)
- Order Słonia (Dania)
- Order Świętego Januarego (Sycylia)
- Krzyż Wielki Orderu Niepokalanego Poczęcia Najświętszej Marii Panny z Vila Viçosa (Portugalia)
- Krzyż Wielki Cesarskiego Orderu Róży (Brazylia)
- Kawaler Krzyża Wielkiego Orderu Lwa Niderlandzkiego (Niderlandy)
- Wielka Wstęga Orderu Leopolda (Belgia)
- Krzyż Wielki Orderu Zbawiciela (Grecja)
- Order Korony Rucianej (Saksonia)
- Krzyż Wielki Orderu Korony Wirtemberskiej (Wirtembergia)
- Order Wierności (Badenia)
- Krzyż Wielki Orderu Lwa Zeryngeńskiego (Badenia)
- Krzyż Wielki Orderu Gwiazdy Rumunii (Rumunia)
- Wielka Wstęga Orderu Portretu Władcy w brylantach (Persja)
- Wielka Wstęga Orderu Wschodzącego Słońca (Japonia)
- Krzyż Wielki Orderu Zasługi Filipa Wspaniałomyślnego (Hesja)
- Krzyż Wielki Orderu Krzyża Takowy (Serbia)